# ABISMO
ABISMO（アビスモ、Automatic Bottom Inspection and Sampling Mobile、自動海底探査および試料採取機動機）は海洋研究開発機構（JAMSTEC）によって深海調査のために開発された遠隔操作無人探査機 (ROV) である。ABISMOは2003年に失われたかいこうを代替する機体で、ウッズホール海洋研究所が製造運用していたネーレウスが2014年に失われてからは、11,000mに潜水可能な唯一のROVであった。2008年6月3日にはチャレンジャー海淵で最大潜航深度10,258mを達成した。その後、2016年より11,000m級UROVシステム試験機に改造されたが、2017年5月14日の潜航試験中に浮上できなくなり、同19日に回収を断念、放棄された。

## かいこう
1995年から2003年までかいこうは250回以上の潜水で、180種のバクテリアを含む350種の生物を採取し、それらのいくつかは医療や産業に有用であると考えられた。 かいこうは初期海洋試験中の1995年3月24日に、水深10,911.4mのチャレンジャー海淵に到達した。 かいこうは1996年2月に再びチャレンジャー海淵に潜水して、この時は最大水深10,898mに到達した。 かいこうは1998年5月に、最後にチャレンジャー海淵に潜った。2003年5月29日、かいこうは四国沿岸の台風3号による荒天下のため、2次ケーブルが発射機から破断して失われた。 2004年5月、JAMSTECは改造されたROVを代替機として使用するために研究運用を一時休止した。公式にはUROV 7Kとして知られるROVはかいこう7000IIになった。7000は最大水深7,000mに到達する事に由来する。

## 研究船かいれい

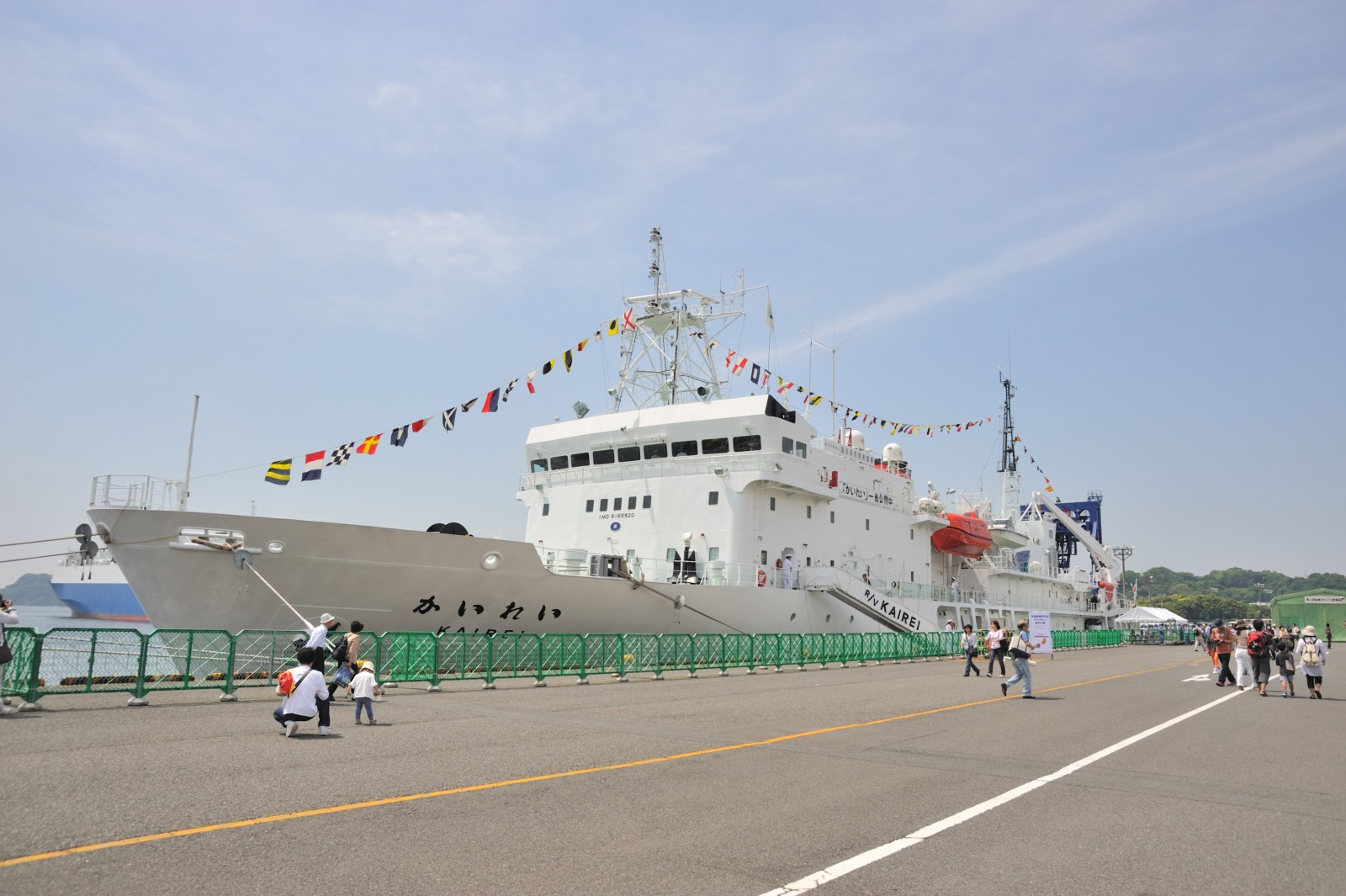
研究船かいれい

研究船 かいれいはかいこうとROV, かいこう7000IIの支援船としての深海研究船であり、ABISMOの支援船としても運用されていた。かいれいによるABISMOの運用においては、最大水深11,000mまでの探査と 海台、深海平原、海盆、海底火山、熱水噴出孔、海溝や他の海中地形の観察に用いられた。かいれいは、搭載された多チャンネル探査装置を使用して、深海の沈みこみ帯での複雑な地形の調査を実施することが可能である。

## ABISMOの開発
かいこう7000IIは当時唯一の7,000mに到達可能なROVではあったものの、11,000mを超える地球最深部へは到達できない機体であった。そのため、2005年4月にJAMSTECでは、新たな11,000m級のROVの開発を開始した。計画は深淵をスペイン語とポルトガル語に訳したABISMO (Automatic Bottom Inspection and Sampling Mobile)と呼ばれた。
かいこうと同様に、ABISMOは主要な4部品で構成される:
1. 電子機器 RV支援船かいれいに搭載
2. 発射装置 (試料採取装置)
3. 機体 (土砂探査)
4. 採取装置 (重力式またはスミス マシン型採取装置)

採取機や小型のROV自体とは異なり、システムの仕様はかいこうと同じだった。発射装置から採取機を備えたROVを発射して回収した。
発射装置の下部はROVを収容するステンレス鋼製構造体である。耐圧殻には電子機器が格納され、上部には巻き上げ機、2次ケーブルドラムと2機の変圧器を備える。試料採取装置には重力コア採取機とボトムグラブ採取機を含む。同様にドッキング装置と音響測位装置を発射装置の下部に備える。機体は発射装置の下部にドッキングシステムによって懸架される。システムが外れた時ケーブルドラムは2次ケーブルを供給して機体は降下して音響測位装置で位置を測定する。発射機の位置は支援船のかいれいによって計測される。発射装置は同様に方向を変えられる高精細度ビデオ(HDTV)カメラを備える。
ABISMOの初期の海洋試験は2007年に伊豆小笠原海溝で実施され、機体は計画された水深9,760mへの到達し、海底から土砂の試料を採取することに成功した。 2008年6月には3回潜水して最大潜航深度10,258mを達成した。

## 追加資料
- Yoshida, H.  Aoki, T.  Osawa, H.  Ishibashi, S.  Watanabe, Y.  Tahara, J.  Miyazaki, T.  Itoh, K. (17–20 April 2007). “A Deepest Depth ROV for Sediment Sampling and Its Sea Trial Result”. Symposium on Underwater Technology and Workshop on Scientific Use of Submarine Cables and Related Technologies. Tokyo. pp. 28–33. doi:10.1109/UT.2007.370834. ISBN 1-4244-1207-2 2010年6月27日閲覧。
- Hiroshi Yoshida, Taro Aoki, Hiroyuki Osawa, Tsuyoshi Miyazaki, Junichiro Tahara, Shojiro Ishibashi, Hiroshi Ochi, Yoshitaka Watanabe, Masashi Mizuno and Shibata Katsura (2006). “The Two-stage ROV to the Oceans' Deepest Depth”. In Jin S. Chung, Seok Won Hong, Peter W. Marshall, Takeshi Komai, Wataru Koterayama. The Proceedings of The Sixteenth (2006) International Offshore and Polar Engineering Conference. San Francisco: International Society of Offshore and Polar Engineers. pp. 187–191. ISBN 1-880653-66-4. ISSN 10986189 2010年6月27日閲覧。
- Noriyuki Murata (2008年6月16日). “ABISMO (Automatic Bottom Inspection and Sampling Mobile) Succeeds in World’s First Multiple Vertical Sampling from Mid-ocean, Sea Floor and Sub-sea floor over Depth of 10,000 m in Mariana Trench”.  横須賀, 日本:  The Japan Agency for Marine-Earth Science and Technology. 2010年6月27日閲覧。